# Nyctemera angalensis
Nyctemera angalensis là một loài bướm đêm thuộc phân họ Arctiinae, họ Erebidae.